# Проходка на долото
Проходка на долото (рос. проходка на долото; англ. footage per bit; нім. Meisselfortschritt m, Bohrfortschritt m je Meissel, Meisselvortrieb m, Meisselstandlänge f, Meisselmarsch m, Meisselmarschlänge f) — показник продуктивності одного долота, незалежно від кількості рейсів (довбань), що вимірюється кількістю метрів, пробурених долотом до повного його фізичного зносу і характеризує продуктивність долота за весь час його використання. Від проходки на долото слід відрізняти проходку за довбання, що вимірюється кількістю метрів, пройдених долотом за рейс бурового інструмента.